# 충청남도농업기술원
충청남도농업기술원(忠淸南道農業技術院, Chungcheongnam-do Agricultural Research and Extension Services)은 충청남도 지역의 농촌 진흥과 농업 기술의 향상을 위하여 충청남도청 산하에 설치된 직속기관으로 충청남도 예산군 신암면 추사로 167에 위치하고 있다.
농업기술원장은 고위공무원단 나등급 상당에 속하는 일반직공무원으로 보한다.

## 연혁
- 1949년 1월: 충청남도농업기술원
- 1957년 5월: 충청남도농사원으로 변경
- 1962년 4월: 충청남도농촌진흥원으로 변경
- 1998년 10월: 충청남도농업기술원으로 변경

## 조직

### 원장
- 총무과
- 기술개발국
- 농촌지원국

### 산하 기관
- 과채연구소
- 논산딸기시험장
- 양념채소연구소
- 화훼연구소
- 인삼약초연구소
- 청양구기자시험장
- 종자관리소
- 논산분소
- 잠사곤충사업장

## 시설

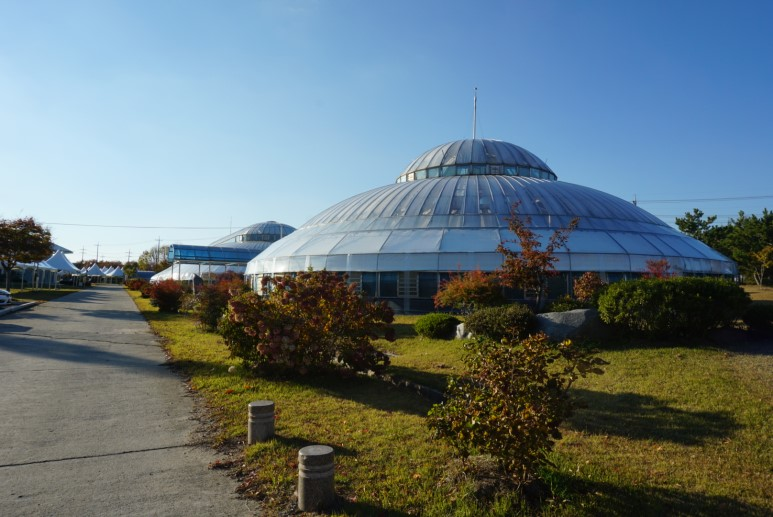
생활원예관

- 생활원예관은 2008년 설립된 1,752m2 규모의 시설이며, 1관은 가정이나 사무실, 상업시설, 건물옥상 등 우리가 생활하는 공간의 특성에 맞게 적절한 식물을 선택하고 배치하는 방법등을 소개하는 시설이다. 새집증후군(sick house syndrome) 예방이나 미세먼지(10마이트로미터이하) 제거 등 생활원예활동을 통해 우리가 얻게 되는 환경개선 효과 등을 알리는 공간으로 활용되고 있다. 뒤편에는 가정의 실내 공간을 모델로 전시부스를 마련하여 공간별로 적절히 활용할 수 있는 공기정화식물들과 배치 방법 등을 소개하고 있다.전면의 산수조경은 “자연과 내가 하나다”라는 한국인의 전통적인 정서를 담아 벽면녹화를 연출한 것이다. 2관은 화분갈이에서부터 디시가든 실습 등 생활원예활동을 경험할 수 있는 기회를 제공하여 생활원예활동을 통해 삶의 질을 향상시킬 수 있고, 나아가 심신의 질병을 예방하고 치료할 수 있음을 알리고자 원예교육실습실과 원예치료 전시실이 마련되어 있다(각80제곱미터).또한 테마 별로 작은 정원들을 구성해 놓았는데, 정원을 통해 자연만이 줄 수 있는 다양한 색깔과 향기, 소리 등을 체험함으로써 정원의 다양한 기능들을 소개하고, 정원을 통해 자연과 하나가 될 수 있는 경험을 제공함으로써 정원 조성의 필요성과 정원이 우리에게 주는 혜택 등을 인식시키는 공간으로 활용되고 있다.

- 어린이농업교실은 농업의 기본이 되는 흙을 이용하여 체험과 놀이활동을 할 수 있는 공간으로 항균가공, 점도 있는 모래로 다양한 모양 만들기 놀이, 참흙(황토)을 활용하여 밭의 촉감을 느끼며 작은 텃밭 가꾸기 협동놀이를 할 수 있는 공간이다.

- 어린이들의 호기심과 상상력을 키우고 농업과 농촌, 자연과 생명의 소중함을 일깨우는 배움의 장으로 전통 농기구, 솟대 등으로 농경의 시작과 농업의 역사에 대해 배울 수 있는 이해의 장과 디딜방아와 공놀이, 채소일까? 과일일까? 신나는 수확체험 등을 최첨단 기기를 활용하여 농촌을 보다 친근하게 느끼고 배울 수 있다.

## 사진

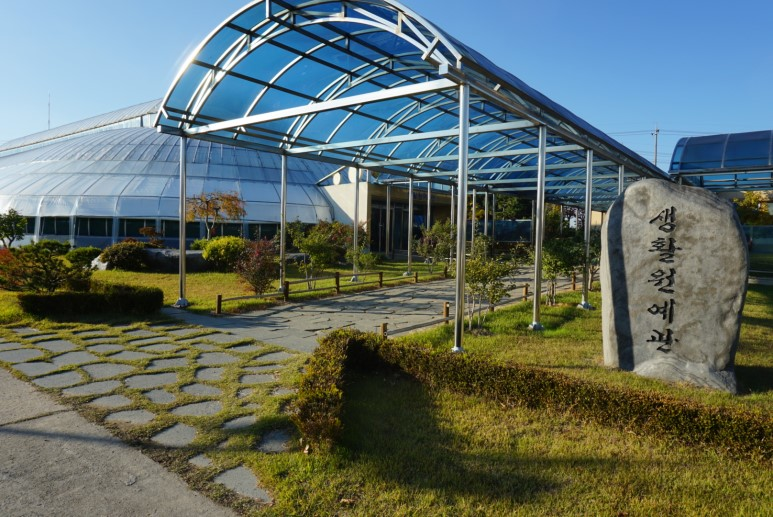
생활원예관
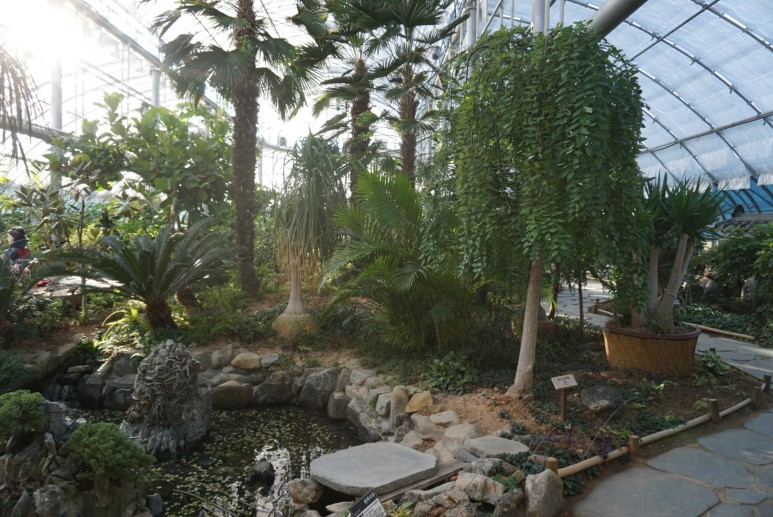
생활원예관
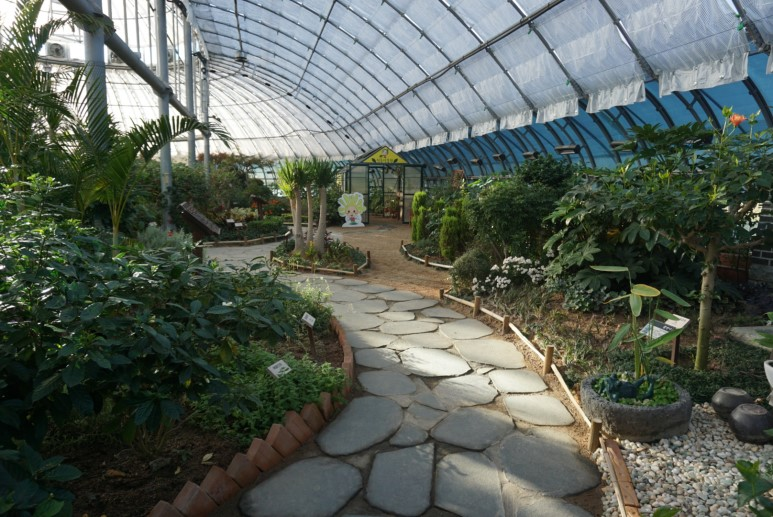
생활원예관
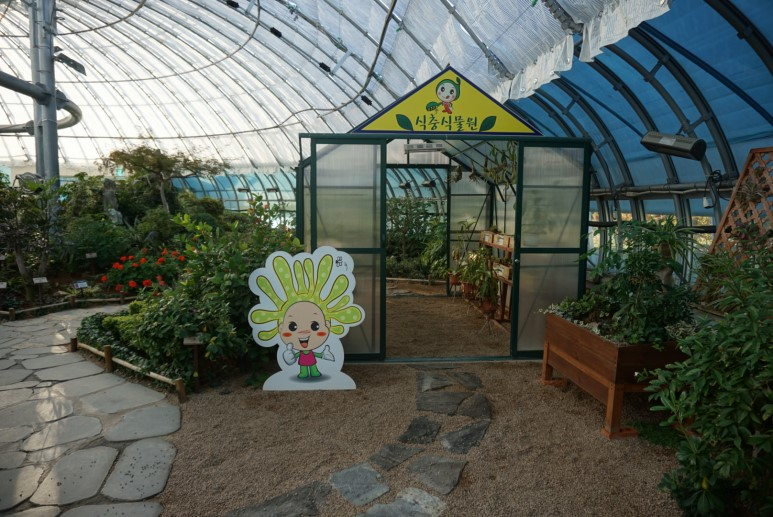
생활원예관
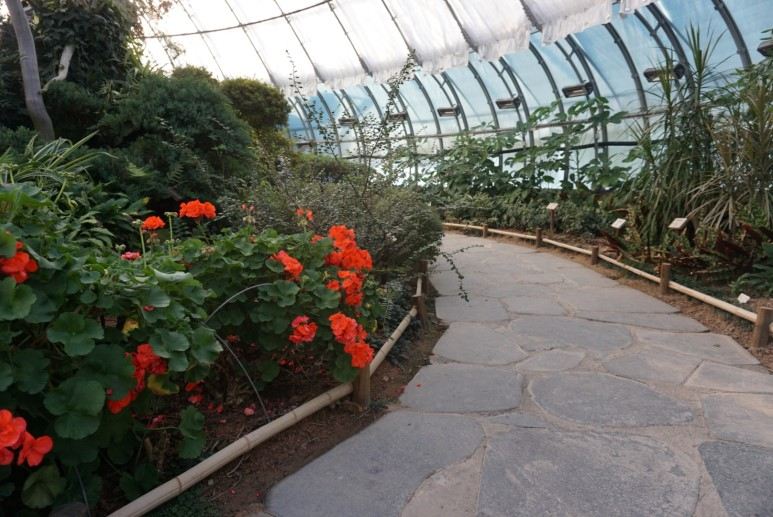
생활원예관
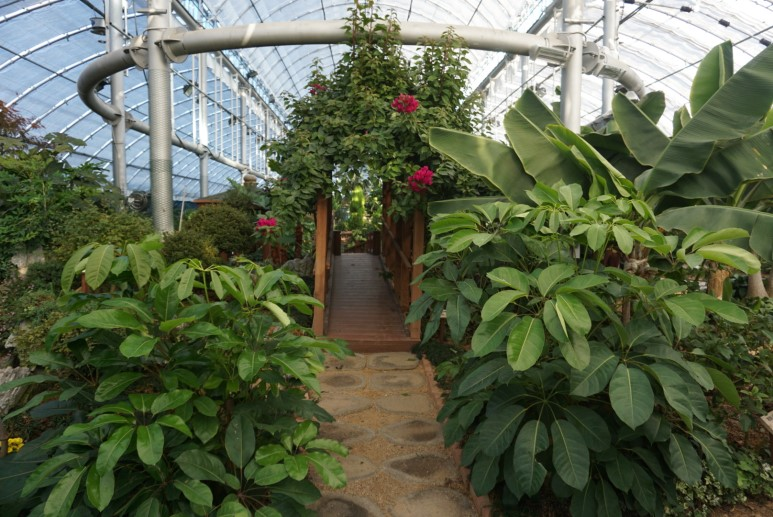
생활원예관
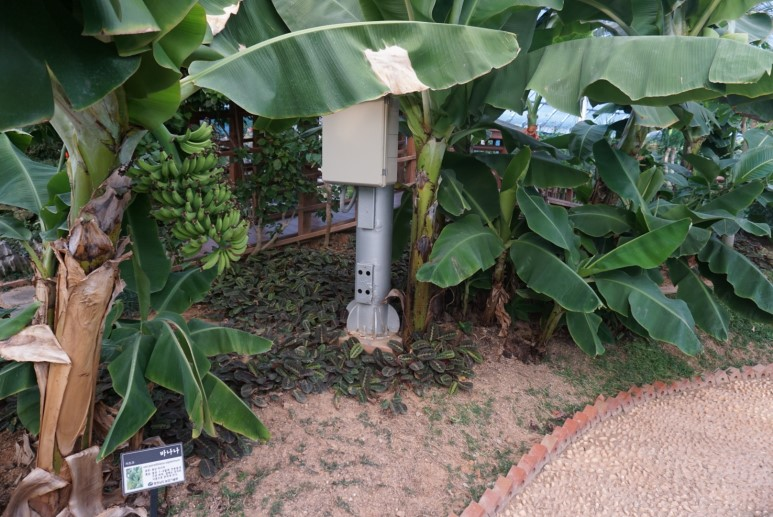
생활원예관
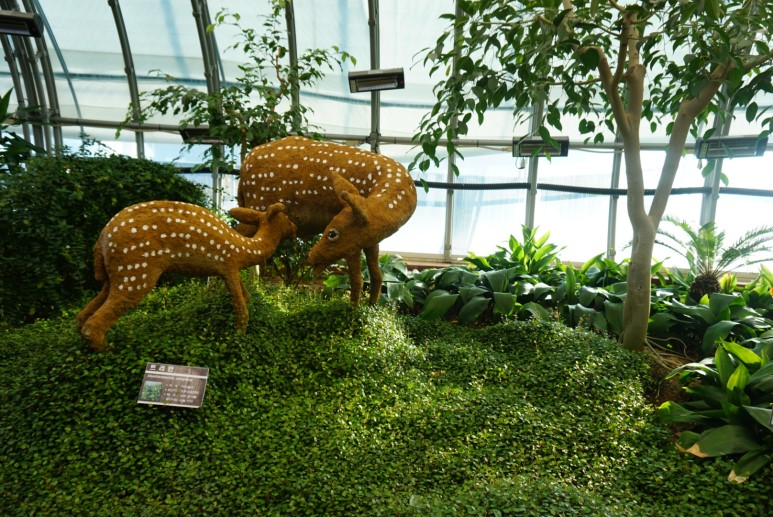
생활원예관
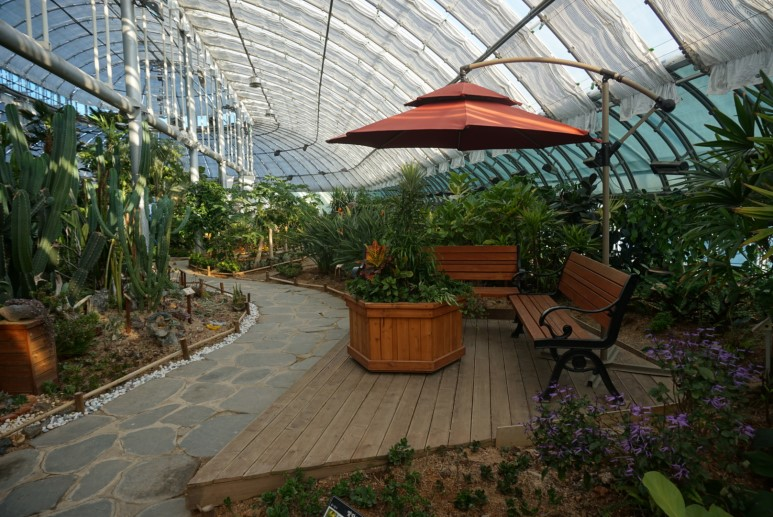
생활원예관
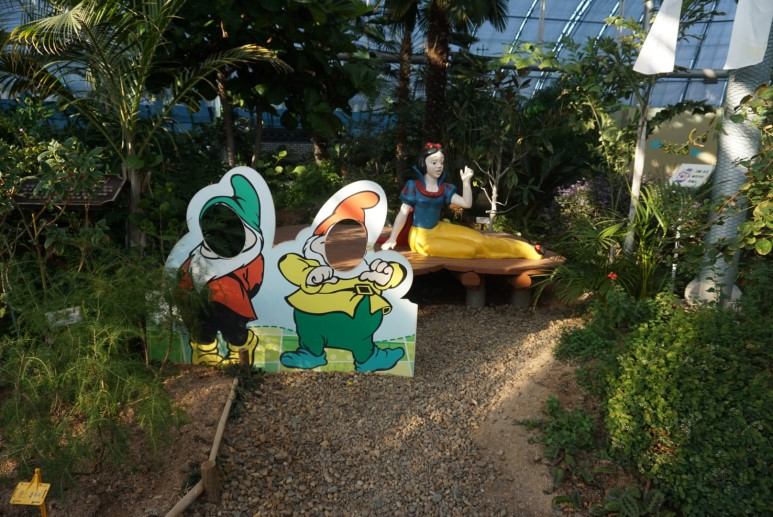
생활원예관
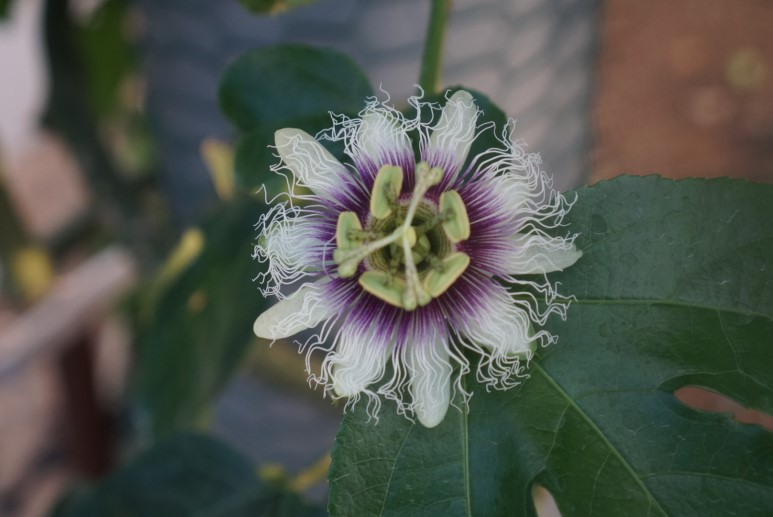
생활원예관